# 蒋纯基
蒋纯基（1942年4月10日—2018年2月18日），广西全州人，中国政治人物，曾任柳州市政协主席。

## 生平
1964年毕业于广西农学院农机系，同年8月参加工作，任广西柳州农业机械厂技术员。1966年10月调至柳州汽车厂工作，历任工艺科、总装车间、前桥车间技术员，前桥车间主任、工程师、第一副厂长等职。1985年7月至1995年2月任厂长。1995年2月，任中共柳州市委副书记。1996年兼任市长。1998年1月至2000年7月，任中共柳州市委书记。2000年9月至2006年10月，任柳州市政协主席。2008年3月退休。2018年2月18日在柳州逝世，享年88岁。